# Парламентские выборы в Польше (1957)
Выборы в Сейм Польской Народной Республики II созыва состоялись 20 января 1957 года. Выборы прошли на фоне гомулковской оттепели и в более либеральной атмосфере, но все ещё оставались несвободными.
Выборы проводились в соответствии с Законом о выборах в Сейм ПНР от 24 октября 1956 года. 459 депутатов были избраны в 116 многомандатных округах (3—7 мест). Кандидатов, как и в 1952 году, могли выдвигать только «массовые общественные организации трудящихся». Число кандидатов должно было превышать количество мест в округе и не могло превышать это число, увеличившееся на 2/3. Разрешалось регистрировать более одного списка в округе, но на практике во всех округах был зарегистрирован только один список — Фронта единства народа. Избиратели могли исключить кандидатов из списка. Голос считался поданным за всех кандидатов, не вычеркнутых избирателем. Если число кандидатов, не вычеркнутых избирателем, превышало число депутатов, избранных в округе, голос считался отданным за кандидатов, имена которых были внесены в список первыми. Кандидаты, набравшие наибольшее количество голосов, были избраны, получив при этом абсолютное большинство действительных голосов, при явке, превышающей 50 % по округу. Если число кандидатов, получивших абсолютное большинство действительных голосов, было меньше числа мест, выделенных округу, или в голосовании приняло участие менее половины имеющих право голоса избирателей, выборы в этом округе должны были быть повторены.

## Обстановка перед выборами
Первоначально выборы были запланированы на конец 1956 года, но из-за политических изменений в Польше были отложены на 1957 год.
Выборы 1957 отличались от предыдущих наличием тайного голосования и ограниченным преследованием оппозиции.
На 459 мест в Сейме приходилось более 60 000 кандидатов, но в конце до выборов было допущено только 720 из них. Кандидаты делились на 2 группы: ПОРП и её союзников и т. н. «независимых», к которым относились члены лояльных к ПОРП мелких партий и беспартийных. Все кандидаты были включены в единый список Фронта единства народа.
Реальная оппозиция к выборам не была допущена, но теоретически у избирателей был шанс лишить коммунистов большинства в парламенте просто проигнорировав выборы или же вычеркнув кандидатов от ПОРП из бюллетеней, оставив только 100 кандидатов от других партий.
За день до дня голосования Гомулка обратился к польскому народу, призвав прийти на выборы и не вычёркивать из бюллетеней кандидатов от ПОРП, утверждая, что в Польше может повториться венгерский сценарий. Гомулка также заручился поддержкой католической церкви в лице Примаса Польши Стефана Вышинского, который призвал поляков прийти на выборы.

## Официальные результаты
|                                     |                                     |                                     |                                      |            |        |              |      |  |  |  |  |  |  |  |
| Коалиция                            | Коалиция                            | Партия                              | Партия                               |            |        |              |      |  |  |  |  |  |  |  |
| Коалиция                            | Коалиция                            | Партия                              | Партия                               | Голоса     | %      | Места        | +/-  |  |  |  |  |  |  |  |
|                                     | Фронт единства народа               |                                     | Польская объединённая рабочая партия | 16 563 314 | 98,40  | 241          | ▼ 32 |  |  |  |  |  |  |  |
|                                     | Фронт единства народа               | Объединённая народная партия        | 118                                  | 16 563 314 | 98,40  | ▲ 28         |      |  |  |  |  |  |  |  |
|                                     | Фронт единства народа               | Демократическая партия              | 39                                   | 16 563 314 | 98,40  | ▲ 14         |      |  |  |  |  |  |  |  |
|                                     | Фронт единства народа               | Ассоциация «Знак»                   | 5                                    | 16 563 314 | 98,40  | новая партия |      |  |  |  |  |  |  |  |
|                                     | Фронт единства народа               | Беспартийные                        | 56                                   | 16 563 314 | 98,40  | ▲ 19         |      |  |  |  |  |  |  |  |
| Незаполненные бюллетени             | Незаполненные бюллетени             | Незаполненные бюллетени             | Незаполненные бюллетени              | 270 002    | 1,60   |              |      |  |  |  |  |  |  |  |
| Действительных бюллетеней           | Действительных бюллетеней           | Действительных бюллетеней           | Действительных бюллетеней            | 16 833 316 | 99,65  |              |      |  |  |  |  |  |  |  |
| Недействительных бюллетеней         | Недействительных бюллетеней         | Недействительных бюллетеней         | Недействительных бюллетеней          | 58 897     | 0,35   |              |      |  |  |  |  |  |  |  |
| Всего                               | Всего                               | Всего                               | Всего                                | 16 892 213 | 100,00 | 459          | ▲ 34 |  |  |  |  |  |  |  |
| Зарегистрированных избирателей/Явка | Зарегистрированных избирателей/Явка | Зарегистрированных избирателей/Явка | Зарегистрированных избирателей/Явка  | 17 944 081 | 94,14  |              |      |  |  |  |  |  |  |  |

По официальным данным явка на выборах составила 94,14 %. ПОРП получила 52,4 % и 241 место.
В Новом Сонче ни один из кандидатов не смог получить абсолютного большинства для победы, что стало единственным таким случаем в ПНР. 17 марта 1957 там состоялся второй тур, победу на котором одержал кандидат Збигнев Гертых от ПОРП.